# Cercoceracris lineata
Cercoceracris lineata är en insektsart som beskrevs av Marius Descamps 1980. Cercoceracris lineata ingår i släktet Cercoceracris och familjen gräshoppor. Inga underarter finns listade i Catalogue of Life.